# Notocitellus adocetus
Notocitellus adocetus — вид гризунів родини Sciuridae. Колись цей вид описували як Spermophilus adocetus, але рід Spermophilus переглянули й поділили 2009 року, а вид віднесли до роду Notocitellus. Вид є ендемічним посушливих високогірних районів та листяних лісів Мексики.

## Опис
Notocitellus adocetus менший за споріднений вид Notocitellus annulatus. Вуха більш округлі, морда коротша та ширша, колір блідіший, а хвіст без кільця. Багато чорного волосся змішано з корично-коричневим хутром, голова, верхня частина спини та пухнастий хвіст темніші за решту. Низ та внутрішні боки кінцівок жовтуваті, а над та під очима є ледь помітні бліді смуги. Довжина голови й тулуба самиць становить 168 мм, а хвоста — 132 мм, тоді як самці трохи більші.

## Поширення та середовище
Notocitellus adocetus є ендеміком Мексики, де його ареал включає штати Мехіко, Герреро, Халіско та Мічоакан, більша частина якого перебуває в Трансмексиканському вулканічному поясі на висотах до приблизно 3000 метрів. Його типовим середовищем існування є посушливі скелясті місцевості, такі як каньйони та скелі, з рідкою рослинністю, мескітовими та бочкоподібними кактусами, а також листопадні відкриті ліси. Частину цього середовища існування було перетворено на низькорівневе сільськогосподарське середовище, і ховрах адаптувався до цієї зміни у землекористуванні, харчуючись сільськогосподарськими культурами.

## Екологія
Notocitellus adocetus — соціальний, денний вид, активний протягом більшої частини року. Він риє складні нори до 60 см у глибину під стінами чи камінням, або біля основи дерев. Він всеїдний, але раціон складається переважно з насіння та плодів, особливо Acacia, Prosopis, Prunus, Crescentia. Він також їсть зелені пагони, а на сільськогосподарських угіддях харчується кукурудзою, сорго та бобами. Їжу здебільшого збирають вранці між 9:00 та 11:00, запихають у защічні мішечки та несуть назад до нори для подальшого споживання.
Якщо їжі бракує в найспекотнішу пору року, цей ховрах може недовго перебувати в стані сну. Він може розмножуватися протягом року на сільськогосподарських угіддях, але в листяних лісах він, ймовірно, розмножується між травнем і червнем, до початку вологого сезону. Розмір популяції значно змінюється з року в рік. У віддалених місцях цей ховрах полохливий, але, живучи поруч із людьми, він звикає до них і стає сміливішим, тікаючи, коли люди підходять близько, і спостерігаючи за їхньою активністю, сидячи на стіні або ховаючись у щілині та визираючи.
Хоча в дикій природі він харчується переважно насінням та фруктами, у неволі може їсти кукурудзу, м'ясо, салат, тортильї та хліб. Під час годування він сидить навпочіпки та засовує їжу в рот передніми лапами.